# Крэш Холли
Майкл Джон Локвуд (англ. Michael John Lockwood, 25 августа 1971, Сан-Франциско, Калифорния — 6 ноября 2003, Наварр, Флорида) — американский рестлер. Он был наиболее известен по выступлениям в World Wrestling Federation / World Wrestling Entertainment с 1999 по 2003 год под именами Крэш Холли (англ. Crash Holly) или просто Крэш.
Локвуд дебютировал в 1989 году и провел десятилетие, выступая на независимой сцене, прежде чем подписать контракт с World Wrestling Federation в 1998 году, дебютировав в следующем году под именем Крэш Холли. Он сформировал команду со своим сюжетным двоюродным братом Хардкором Холли, с которым выиграл командное чемпионство WWF. В 2000 году к команде «Кузены Холли» добавилась Молли Холли. За свою карьеру в WWF/WWE Холли утвердился в хардкорном дивизионе, выиграв хардкорное чемпионство WWF 22 раза, многие из его побед пришлись на период, когда титул защищался по правилу 24/7. После ухода из WWE в июне 2003 года Локвуд присоединился к NWA: Total Nonstop Action под именем Бешеный Майки, где он оставался до своей смерти в конце того же года.
Холли также был однократным чемпионом Европы WWF и однократным чемпионом WWF в полутяжёлом весе.

## Карьера в рестлинге

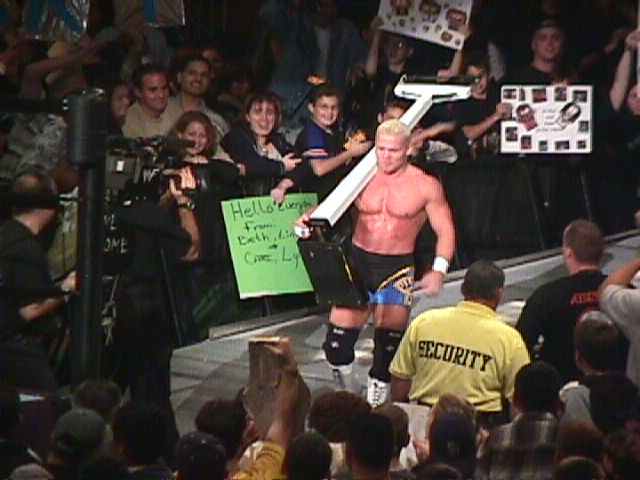
Холли несёт весы на ринг в 1999 году

## Личная жизнь
Локвуд познакомился со своей женой, Кристиной Уилер, когда она сопровождала Марка Генри на ринг на Unforgiven 1999 в Шарлотте, Северная Каролина. Они поженились в канун Нового 2000 года. У пары есть один общий ребёнок — дочь. В 2002 году он открыл «Школу рестлинга Крэша Холли» в Солсбери, Северная Каролина, где выросла Уилер.

## Смерть

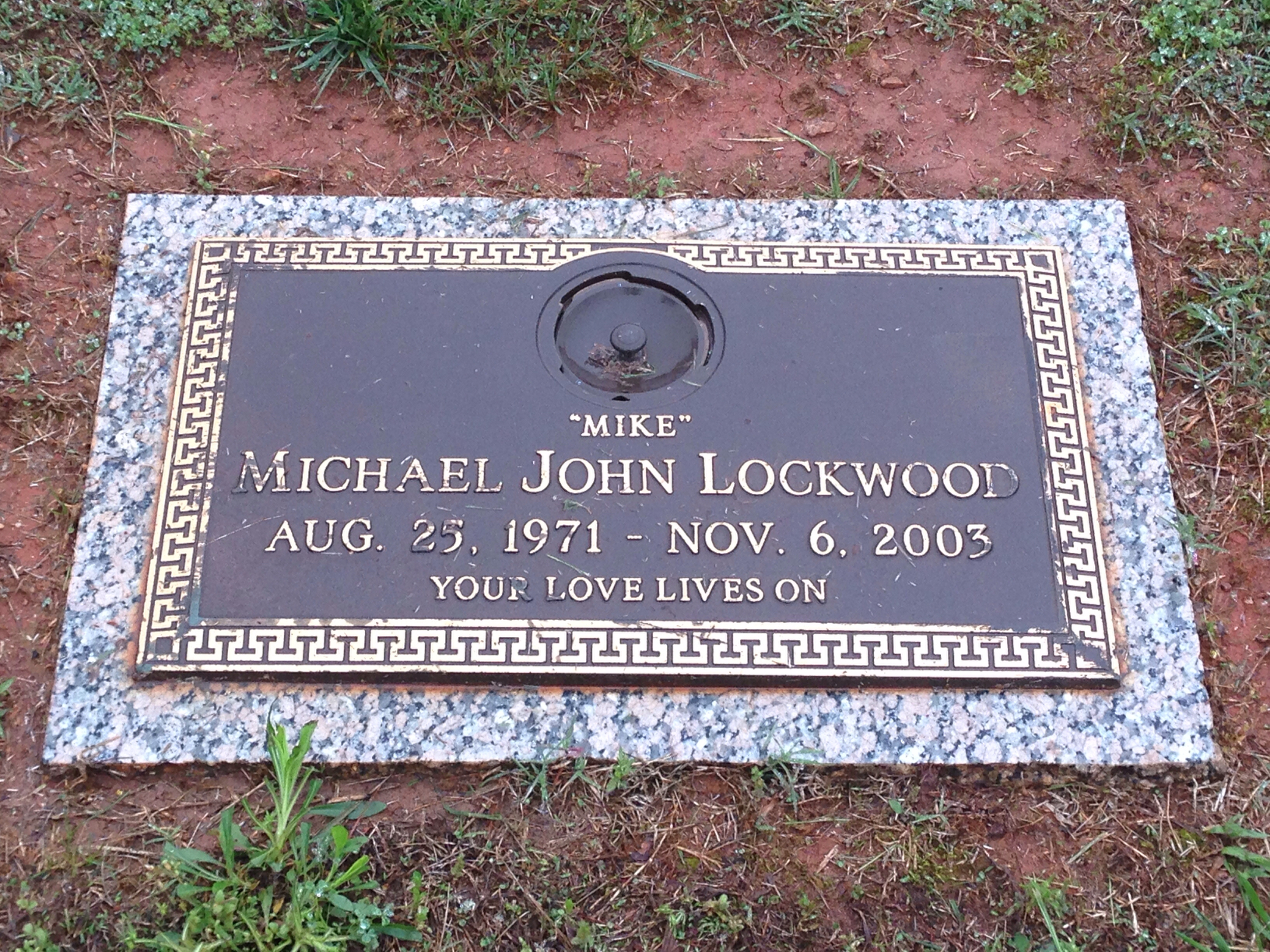
Могила Локвуда

Локвуд умер 6 ноября 2003 года в доме своего друга и товарища по рестлингу Стиви Ричардса во Флориде. Ему было 32 года. Он был найден частично одетым, с лужей рвоты вокруг лица. Рядом были найдены пустые бутылки из-под рецептурного препарата карисопродола и частично выпитая бутылка алкоголя. Он недавно получил документы о разводе от своей жены. Его смерть, вызванная тем, что он захлебнулся собственной рвотой, была официально признана самоубийством. Он был похоронен в Чайна Гроув в округе Роуан, Северная Каролина.

## Титулы и достижения
- All Pro Wrestling
  - Чемпион APW в полутяжёлом весе (1 раз)[5]
- International Wrestling Association
  - Хардкорный чемпион IWA (1 раз)
  - Чемпион мира IWA в полутяжёлом весе (1 раз)[6]
  - Чемпион мира UWA в полутяжёлом весе (1 раз)
- Mid-Eastern Wrestling Federation
  - Чемпион MEWF в первом тяжёлом весе (1 раз)[7]
- Power Pro Wrestling
  - Командный чемпион PPW (1 раз) — с Виком Граймсом[8]
  - Чемпион «Молодые пушки» PPW (1 раз)[9]
- Pro Wrestling Illustrated
  - № 36 в топ 500 рестлеров в рейтинге PWI 500 в 2000[10]
- Supreme Pro Wrestling
  - Командный чемпион SPW (1 раз) — с Хуком Бомберри
- World Wrestling Federation / World Wrestling Entertainment
  - Хардкорный чемпион WWF/E (22 раза)[11]
  - Чемпион Европы WWF (1 раз)[12]
  - Чемпион WWF в полутяжёлом весе (1 раз)[13]
  - Командный чемпион WWF (1 раз) — с Хардкором Холли[14]